# 殺しの女王蜂
『殺しの女王蜂』（ころしのじょおうばち）は、2013年10月4日から12月20日までテレビ東京系列『ドラマ24』枠にて放送された日本のテレビドラマ。主演はモデルガールズ。

## ストーリー
警察さえ手を出せない無法地帯カーオスタウンでは犯罪が横行していた。そんな街にあるキャバレー「アシナガバチ」。そこで働く踊り子たちは実は「アシナガ」と呼ばれる殺し屋集団であった。彼女達は多額の金と引き換えに犯罪者への復讐を依頼しに来る者の期待に応えるべく、凶悪な犯罪者達を自慢の美脚でセクシーに殺していく。

## 舞台・用語
カーオスタウン
本作の舞台となる街。非常に治安が悪く、犯罪が多発している。
キャバレーアシナガバチ
表向きはキャバレーだが、犯罪者の抹殺を専門とする裏組織。

## キャスト

### キャバレーアシナガバチ

#### 殺し屋集団「アシナガ」
ピータン
演 - 簑島宏美（モデルガールズ）
踊り子。武器：日本刀。自称「リーダー」だが、他のメンバー曰く「勝手に名乗っているだけ」とのこと。金にうるさい。
スパンキー
演 - 中村さくら（モデルガールズ）（少女期：丹羽絵里香）
踊り子。武器：鞭。ポイズンの姉。非常に口が悪く、メンバーであろうと容赦がない。幼少期に親に捨てられたスパンキーとポイズンは児童養護施設に入って妹の代わりに自分を犠牲になってしまったトラウマのため、極度の男嫌い&レズ。
ポイズン
演 - 春輝（モデルガールズ）（幼少期：篠川桃音）
踊り子。武器：毒入りの注射針。スパンキーの妹。自分勝手な性格揃いのメンバー内では比較的、良識的な性格。
エンジェル
演 - 河合ひかる（モデルガールズ）
踊り子。武器：握力 / 必殺技：睾丸潰し。男達を癒す事を生きがいとしている。
ピストル
演 - 尾花貴絵（モデルガールズ）（少女期：風優）
流れ者の新入り。武器：1発しか撃てない銃。幼少期に父を殺した犯人を捜すためにカーオスタウンにやって来てアシナガとなる。

#### その他
タンソク
演 - 今野浩喜（キングオブコメディ）※当時
支配人。殺人依頼の窓口や対象者の調査を担当する。
トンソク
演 - 渡辺直美
自称「アシナガ」の一員。実力が低いため、殺しの現場に行くことはない。

### カーオスタウンの住人
JK
演 - 滝元吏紗（モデルガールズ）
カーオス女学園のテッペンだったスケバン。武器：木製バット。留年6年目で退学。カーオスタウンの犯罪者を撲滅するために強くなりたいとシスターの弟子になりたいと思っている。
シスター
演 - 藤本恵理子（モデルガールズ）
清楚なシスター（修道女）。カーオスタウンで苦しんでいる人達に手を差し伸べるが、実は地獄の掃除人と呼ばれていた殺人鬼で、尋問がやばすぎてたとえ家族でも殺してしまったというぐらい残酷な人物。殺人鬼から足を洗いシスターになった。
メガネ
演 - 苫米地玲奈（モデルガールズ）
新米女性警察官。保安官と行動を共にしている。その正体はビッグママの部下で、ビッグママの邪魔になるアシナガ達を殺そうと様々な策略を仕掛けるが、ことごとく失敗する。保安官と一緒にいた時の事を「退屈だった」と言うが、長い間一緒にいた事で情が芽生えており交戦した際、圧倒するも、とどめをさす事が出来なかった。ビッグママが殺された後は、アシナガ達にビッグママを殺した犯人を捜し出すよう依頼し、共に行動する。
保安官
演 - 宮川一朗太
カーオスタウンの治安を守る刑事で自ら「保安官」と名乗る。カーオスタウンのあまりの治安の悪さに、真面目に捜査をしなくなっている。正体を現したメガネと交戦中、ビッグママの手下に背後から刺されて死亡。
ビッグママ
演 - 高岡早紀
本名：不明 / 懸賞金：0円。カーオスタウンを牛耳っている女ボス。気に入らないことがあると自分の部下だろうと容赦なく機関銃で撃つ。ピストルが乗り込んできた際、ピストルの父を殺した真犯人を教えようとするも、直前にバッドサンに撃たれ死亡した。
ビッグママの部下
演 - 村上航
ビッグママの手下にあたる男性。

### ゲスト
単話・複数話登場の場合は演者名の横の括弧（）内に表記

#### fetish01
ミケランジェロ
演 - 板尾創路
本名：山田秀樹 / 懸賞金：500万円。美女の脚を切断することで快楽を得ている殺人鬼。美女の脚を切り落とす様子を無料動画サイトを使用して、世界中に発信している。
シズカ
演 - 池田ショコラ
ミケランジェロに拉致された被害者。

#### fetish02
ザ・マスター
演 - 麿赤兒
本名：不明 / 懸賞金：500万円。巨乳のみが入信できる新興宗教団体「πの箱舟」の教祖。「ザ・マスターの時間」には信者の胸を揉みながら慰みの言葉を告げる。貧乳の場合、「悪魔祓い」と称して抹殺してしまう。
サチ
演 - 三津谷葉子
教団の信者でピータンの幼馴染。
ミスG
演 - 明日花キララ
教団の幹部。
アキ
演 - 今城文恵（第2 - 4話）
ユイ
演 - カブトムシゆかり（第2 - 4話）
上記2名はJKの子分。

#### fetish03
羊
演 - 田口トモロヲ
本名：立花義之 / 懸賞金：500万円。児童養護施設元職員。美しい首を持つ女性だけを狙い、絞め殺して快感を得ている殺人鬼。殺人現場にはオルゴールの音色が鳴っていたとJKが警察に証言する。

#### fetish04
クロカミ
本名：不明 / 懸賞金：1000万円。廃校になったカーオス二中に現れる髪の長い女の幽霊。
イワブチ
演 - 山本剛史

#### fetish05
王子
演 - 金子昇
本名：佐々木涼介 / 懸賞金：3000万円。甘い言葉で女性を騙して誘い、借金で首が回らなくなるまで搾り取り、一生コールガールとして働くよう仕向けている元締。
下川マサオ
演 - 橋爪遼
コンビニで働く画家志望。エンジェルが恋する純情男子。

#### fetish06
タランチュラ
演 - 小林健一
本名：木村隆弘 / 懸賞金：200万円。女の背中に執着し、クモの巣の形に切り付ける変態。
綺堂麗子（れいこ）
演 - 水崎綾女
エステティシャン。麻里の姉。妹がタランチュラに殺されたため、アシナガに復讐を依頼する。
麻里（まり）
演 - 吹田早哉佳
背中にクモの巣の傷跡が残る刺殺遺体で発見された女性。

#### fetish07
ミスターM
演 - 温水洋一
本名：不明 / 懸賞金：3000万円。 SMクラブの女王様を拉致・監禁し、自分を興奮させられないと特殊な電圧を流して殺すドM男。特殊なスーツを纏っており、アシナガのあらゆる攻撃が通用しなかった。

#### fetish08
ハリネズミ
本名：不明 / 懸賞金：800万円。ホストクラブで働く美少年ばかりを狙い、耳の中に長い針を刺して殺害後にダビデ像のような恰好で死体を遺棄する。
アヤコ
演 - 清水よし子
神宮寺行雄
演 - 深沢敦
じゅんじゅん
演 - 鈴木千絵里
上記3名はホストクラブ「アシナガバチ」の客。
内野アツシ
演 - 平田裕一郎
ホストクラブで一緒に働く親友がハリネズミに殺害され、親友の無念を晴らすためにアシナガにハリネズミの殺害を依頼する。
三島ユウキ
演 - 久保智裕
ホストクラブでアツシと一緒に働く親友。ハリネズミに殺害される。

#### fetish09
シャーク
演 - 高山善廣
本名：不明 / 懸賞金：時価。ビッグママが居住する屋敷の地下牢に幽閉されていた凶暴な殺人鬼。好みの尻を噛みちぎることで欲求を満たす異常性欲者。
美沙
演 - 桜井諒
シャークに尻を噛まれた被害者。
アリサ
演 - 藤原ともみ（写真出演）
デリバリーヘルス「カーオス娘の宅配便」風俗嬢。
宮田慧、多田和也
演 - 本人（BREATHE）
プールでのミニコンサートに出演。

#### fetish10
モスキート
演 - 飯森明
本名：毛呂山則彦 / 懸賞金：200万円。ターゲットの女性を匂いで嗅ぎ分け、処女だけを狙って襲い、胸の谷間から大量の血を吸い殺害する殺人鬼。
真鍋恵美
演 - あいざわみほ
看護師。

#### Last fetish
バッドサン
本名：不明 / 懸賞金：1億円。ビッグママの息子。性格や思考がビッグママの手に負えない程残虐過ぎて、10年前に母から縁を切られる。ビッグママとピストルの父を殺した真犯人。正体はタンソクで最終話で自分の体に巻き付いた爆弾をアシナガを殺そうとしたが、アシナガたちによって作戦は阻止されアシナガのメンバーに蹴りを受け最後はピストルの弾丸に撃たれ死亡した。
Dr.モーグリ
演 - 平田満
他者と他者の顔面や身体などを交換整形する闇医者。
クズ拾いの男
演 - 木村了
カーオスタウンでごみ拾いを生業としている国訛りがある男性。

#### その他（ゲスト）
- fetish01 - にいみ啓介、真柴幸平、和田三四郎、川崎隆、石川邦子（番組エンドロール参照[13]）
- fetish02 - 和泉ちぬ[14]、テレンス・リー、青木りん、持田美琴、桃宮あみ、双葉みお、青山ゆい（番組エンドロール参照＆[15]）
- fetish03 - 小野麻亜矢、岩田有弘、森まさひろ（番組エンドロール参照&[16]）
- fetish04 - 安井順平、根本豊、田中優紀、渡部遼介、高橋茉琴（番組エンドロール参照&[17]）
- fetish05 - 大成功児、木山由乃、熱田久美、亀島聡介（番組エンドロール参照&[18]）
- fetish06 - 伊織しずく（番組エンドロール参照&[19]）
- fetish07 - 姫乃えみり（番組エンドロール参照&[20]）
- fetish08 - 滝元優、森まさひろ（番組エンドロール参照&[21]）
- fetish09 - 福山まい、島隆一、栄島智、伊藤南咲、吉田ヒトシ、磯谷慎吾、山田リリカ（番組エンドロール参照&[22]）

## スタッフ
- 脚本 - 根本ノンジ、横幕智裕
- 音楽 - スキャット後藤
- 監督 - 豊島圭介、濱谷晃一、岡田寧、伊藤大輔
- オープニングテーマ - BREATHE「Queen B」（rhythm ZONE）
- エンディングテーマ - モデルガールズ「WE ARE THE GIRLS」（DefSTAR）
- 演出補 - 伊藤大輔
- アクション・コレオグラファー - 森﨑えいじ
- 振付 - 講免綾、KOHMEN
- オープニングムービー - 石田肇
- 劇中イラスト - 清野とおる
- VFX - 道木伸隆
- 撮影 - 木村信也
- 照明 - 尾下栄治
- 録音 - 池田雅樹、前田一穂
- 編集 - 村上雅樹
- 美術 - 福田宣
- 選曲効果 - 田中稔
- 企画協力 - 古賀誠一
- チーフプロデューサー - 中川順平（テレビ東京）
- プロデューサー - 濱谷晃一（テレビ東京）、岡田寧
- ラインプロデューサー - 湊谷恭史
- プロデューサー補 - 小松幸敏、竹中美保、川添志穂、田辺勇人
- 制作 - テレビ東京、オスカープロモーション[23]
- 製作著作 - 「殺しの女王蜂」 製作委員会

## 放送日程
| 放送回      | 放送日   | サブタイトル             | 脚本       | 監督     |
| ----------- | -------- | ------------------------ | ---------- | -------- |
| fetish01    | 10月04日 | 美しい脚は死の香り       | 根本ノンジ | 豊島圭介 |
| fetish02    | 10月11日 | 巨乳死すべし             | 根本ノンジ | 豊島圭介 |
| fetish03    | 10月18日 | お前に首ったけ           | 根本ノンジ | 豊島圭介 |
| fetish04    | 10月25日 | トイレの黒髪さん         | 横幕智裕   | 濱谷晃一 |
| fetish05    | 11月01日 | 悪魔の囁き、天使の恋     | 根本ノンジ | 濱谷晃一 |
| fetish06    | 11月08日 | 背徳キッスを召し上がれ   | 根本ノンジ | 豊島圭介 |
| fetish07    | 11月15日 | ドMの異常な愛情          | 根本ノンジ | 豊島圭介 |
| fetish08    | 11月22日 | 美少年キラーをおもてなし | 横幕智裕   | 伊藤大輔 |
| fetish09    | 11月29日 | 地獄のお尻ダンス         | 根本ノンジ | 岡田寧   |
| fetish10    | 12月06日 | 処女ゲバゲバ             | 横幕智裕   | 岡田寧   |
| fetish11    | 12月13日 | ママを殺せ               | 根本ノンジ | 豊島圭介 |
| Last fetish | 12月20日 | さらば美脚の殺し屋       | 根本ノンジ | 豊島圭介 |

## ネット局
| 放送対象地域   | 放送局                | 系列                          | 放映期間・曜日・時間           | 放映期間・曜日・時間 |
| -------------- | --------------------- | ----------------------------- | ------------------------------ | -------------------- |
| 関東広域圏     | テレビ東京 【制作局】 | テレビ東京系列                | 2013年10月4日 - 12月20日       | 金曜 24:12 - 24:52   |
| 北海道         | テレビ北海道          | テレビ東京系列                | 2013年10月4日 - 12月20日       | 金曜 24:12 - 24:52   |
| 愛知県         | テレビ愛知            | テレビ東京系列                | 2013年10月4日 - 12月20日       | 金曜 24:12 - 24:52   |
| 岡山県・香川県 | テレビせとうち        | テレビ東京系列                | 2013年10月4日 - 12月20日       | 金曜 24:12 - 24:52   |
| 福岡県         | TVQ九州放送           | テレビ東京系列                | 2013年10月4日 - 12月20日       | 金曜 24:12 - 24:52   |
| 大阪府         | テレビ大阪            | テレビ東京系列                | 2013年10月7日 - 12月23日       | 月曜 23:58 - 24:40   |
| 奈良県         | 奈良テレビ            | JAITS                         | 2013年10月11日 - 12月27日      | 金曜 24:30 - 25:05   |
| 新潟県         | テレビ新潟            | 日本テレビ系列                | 2013年10月19日 - 2014年2月1日  | 土曜 25:25 - 26:05   |
| 長野県         | 信越放送              | TBS系列                       | 2013年10月25日 - 2014年1月24日 | 金曜 24:50 - 25:30   |
| 山形県         | テレビユー山形        | TBS系列                       | 2013年11月29日 - 2014年2月14日 | 金曜 24:50 - 25:30   |
| 石川県         | 北陸放送              | TBS系列                       | 2013年12月2日 - 2014年3月3日   | 月曜 25:03 - 25:43   |
| 福島県         | 福島中央テレビ        | 日本テレビ系列                | 2013年12月5日 - 2014年3月27日  | 木曜 25:29 - 26:09   |
| 日本全域       | BSジャパン            | テレビ東京系列 BSデジタル放送 | 2014年1月5日 - 3月23日         | 日曜 24:00 - 24:35   |
| 滋賀県         | びわ湖放送            | JAITS                         | 2014年1月8日 - 4月6日          | 日曜 26:00 - 26:40   |
| 和歌山県       | テレビ和歌山          | JAITS                         | 2014年1月18日 - 4月5日         | 土曜 24:00 - 24:40   |
| 岩手県         | IBC岩手放送           | TBS系列                       | 2014年1月24日 - 4月11日        | 金曜 24:55 - 25:35   |
| 熊本県         | くまもと県民テレビ    | 日本テレビ系列                | 2014年2月1日 - 4月19日         | 土曜 25:00 - 25:40   |
| 鹿児島県       | 鹿児島放送            | テレビ朝日系列                | 2014年3月29日 - 6月14日        | 土曜 25:45: - 26:25  |
| 鳥取県・島根県 | 日本海テレビ          | 日本テレビ系列                | 2014年4月4日 - 6月20日         | 金曜 26:25 - 27:05   |
| 富山県         | チューリップテレビ    | TBS系列                       | 2014年7月9日 -                 | 水曜 24:08 - 25:34   |